# Hadag Nahash
Hadag Nahash (hébreu : הדג נחש) est un groupe israélien de pop et funk, originaire de Jérusalem.

## Origines du nom
Le nom du groupe veut littéralement « le poisson-serpent » (Ha veut dire « le », dag veut dire « poisson » et nachash veut dire « serpent »). Cependant c'est aussi un jeu de mots en hébreu. En Israël, les jeunes conducteurs placent une plaque sur la vitre arrière de leur voiture avec les mots Nahag Chadash (Hébreu : נהג חדש (« Nouveau conducteur »))[réf. nécessaire].
L'anagramme Hadag Nahash indique l'ambition du groupe : une voix pour les jeunes en Israël. Les membres du groupe ont aussi dit que les affiches avec le nom du groupe perturberont les policiers à cause de la forte ressemblance entre les mots. Le logo du groupe, un enfant urinant, vient d'une expression en Hébreu « d'où les poissons pissent » (hébreu : מאיפה משתין הדג), traduit par « comment c'est fait »[réf. nécessaire].

## Histoire
Leur deuxième chanson la plus récente, Bomba, sort en single le 3 août 2020 et est produite par Johnny Goldstein. Les paroles font référence aux manifestations en cours contre le 35e gouvernement d'Israël, appelant à « briser le cycle de Miri, Bibi, Miki, Bibi, Benny, Bibi » et demandant la libération d'Avera Mengistu.

## Membres

### Membres actuels
- Sha'anan Streett - chant
- Guy Mar - DJ, chant
- David (Dudush) Klemes - piano
- Moshe "Atraf" Asaraf - batterie
- Yair (Yaya) Cohen Harounoff - basse
- Amir Ben Ami - guitare acoustique, guitare électrique
- Shlomi Alon - saxophone, flute, chant
- Stephen Hyde - guitare, chant, triangle électrique, manager

### Membres additionnels
- Yair Selotzki - trombone
- Yaron Mohar - saxophone
- Matan Gov Ari - trompette

## Discographie

### Albums studio
- 2000 : Ha Mechona Shel Ha Groove
- 2003 : LaZuz
- 2004 : Homer Mekomi
- 2006 : Be'ezrat Ha'Jam
- 2010 : 6 (2010)
- 2012 : Zman Lehitorer
- 2016 : Shutafim Ba'am

### Albums live
- 2008 : Hadag Nahash: Live (הדג נחש: לייב)